# رابرت گنت
رابرت گنت (به انگلیسی: Robert Gant) (زادهٔ ۱۳ ژوئیهٔ ۱۹۶۸) بازیگر آمریکایی است. از نقش‌های مهم او بازی در مجموعه تلویزیونی به‌عجیبی مردم از سال ۲۰۰۲ تا ۲۰۰۵ است. او در فیلم آموزش خانم تینگل بازی کرده‌است.